# انفجار أشعة غاما 970508

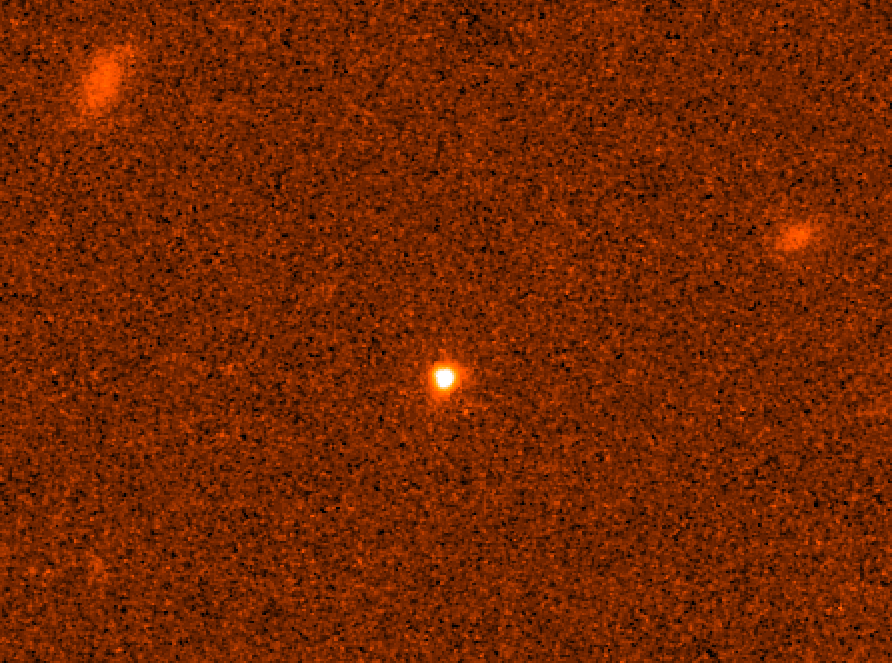
صورة الانفجار في 8 مايو 1997

انفجار أشعة غاما 970508 (بالإنجليزية: GRB 970508 أو Gama-Ray Burst 970508) هو انفجار حدث في أحد المجرات نتج عنه إصدار أشعة غاما العالية الطاقة، وقد اكتشفت أشعة غاما بتاريخ 8 مايو 1997 في تمام الساعة 21:42 توقيت عالمي منسق. ويتبع ذلك الانفجار عادة تألق ضوئي، وأشعة سينية، وأشعة فوق البنفسجية وأشعة تحت الحمراء ووأشعة راديوية تستمر لفترة ليست قصيرة.
وقد اكتشف مرصد أشعة أكس الإيطالي-الهولندي الموجود على القمر الصناعي BeppoSAX هذا الانفجار، واسطاع العالم مارك ميتسجار تعيين بُعد تلك المجرة المنفجرة عنا بنحو 6 مليار سنة ضوئية على الأقل، وكان ذلك هو أول انفجار يُنتج أشعة غاما نسجله من تلك الأبعاد العميقة في الكون.
وحتى حدوث ذلك الانفجار لم يكن العلماء قد توصلوا بعد إلى طريقة لتحديد بُعد مصدر تلك الأشعة عن الأرض. وكان رأي بعضهم أن تلك الانفجارات تحدث في مجرتنا وأن الضعف في إصدار أشعة في طيف الضوء المرئي يرجع أساسا إلى ضعف الانفجار. وكان يعتقد البعض الآخر أن مثل تلك الانفجارات تكون شديدة وتشع طاقة عالية ولكن يظهر ضوؤها ضعيفا بسبب بعدها عنا حيث تحدث في مجرات بعيدة. ورغم الالتباس الأولي في الأمر إلا أن الدراسة المستفيضة توصلت إلى ان هذا الانفجار كان في مجرة بعيدة عنا.
وكان الانفجار GRB 970508 في نفس الوقت هو أول انفجار نكتشف فيه إصدارا للموجات الراديوية بعد حدوث إصدار اشعة غاما (البريق). ومن دراسة التغييرات في شدة الأشعة الراديوية استطاع العالم الفلكي دال فرايل حساب سرعة تمدد مصدر الأشعة بأنه قريب من سرعة الضوء، مما يثبت أن انفجارات أشعة غاما تكون انفجارات مطابقة لما تصفه النظرية النسبية.

## اكتشافه

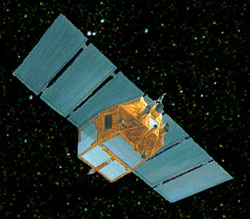
صورة تخيلية لمرصد أشعة غاما الفضائي BeppoSAX.

يكون انفجار اشعة غاما في هيئة بريق لأشعة غاما العالية الطاقة ولمدة بالغة القصر (15 ثالية). وقد سبق أن اكتشف انفجار من ذلك النوع عام 1967 بواسطة الأقمار الصناعية فيلا Vela satellites وهي مجموعة من المسبارات كانت مخصصة لتسجيل الانفجارات النووية في الفضاء.
ويتبع البريق الأولي عادة وميض يصدر في حيز عريض للموجات الكهرومغناطيسية ذات موجات أطول من طول موجة أشعة غاما، منها أشعة إكس وأشعة فوق البنفسجية والضوء المرئي، والأشعة تحت الحمراء، وأخيرا الموجات الراديوية. وأول وميض يحدث بعد البريق كان وميض الأشعة السينية للانفجار GRB 970228، الذي سجله المرصد الإيطالي-الهولندي عام 1997.ref</ref>.
وفي يوم 8 مايو 1997 في تمام الساعة 21:42 سجل المرصد BeppoSAX بريق أشعة غاما الذي استغرق 15 ثانية. وقد سجل المسبار أوليسيس أيضا هدا البريق، وكان أوليسيس Ulysses مصمما أساسا لدراسة الشمس. 
, 
وكذلك مرصد كومبتون لأشعة غاما Kouveliotou 1997.

## المشاهدات

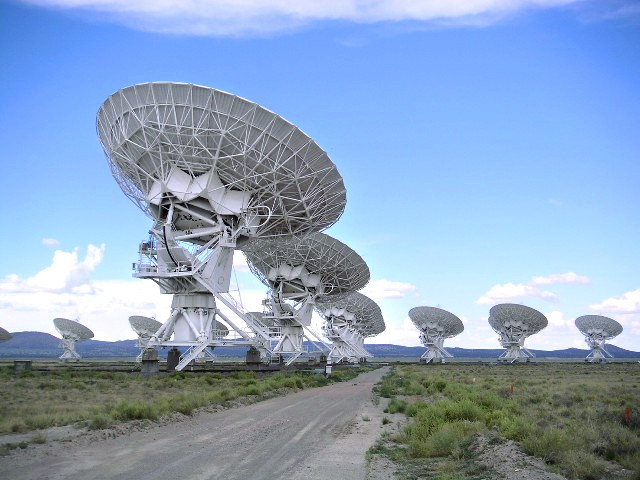
مصفوف المراصد العظيم VLA للأشعة الراديوية، نيومكسيكو.

بعد تحديد اتجاه الانفجار الذي حدده العالم الفلكي إنريكو كوستا من مجموعة علماء المرصد BeppoSAX قام بالاتصال بالعام دال فرايل الذي يعمل لدى المرصد القومي الراديوي الذي يُشغل مصفوف المراصد العظيم VLA، فبدأ فرايل على الفور بإجراء قياسات عند طول الموجة 20 سنتيمتر في تمام الساعة 1:30 توقيت عالمي منسق، أي بعد الانفجار بأقل من أربعة ساعات.
وبينما كان فرايل يجهز لاتخاذ القياسات قام بالاتصال بالفلكي ستانيسلاف دجورجوفسكي الذي كان يستخدم تلسكوب هيل Hale telescope. فقام دجورجوفسكي على الفور بمقارنة صوره للمنطقة المذكورة بالصور القديمة التي كان قد صورها من قبل خلال المسح السمائي الرقمي، ولكنه لم يجد مصدرا للضوء في ذلك الحيز.
وبعد اكتشاف وميض أشعة إكس استطاعت مجموعة الفلكيين العاملة على مرصد بيبوساكس تعيين موقع مصدر الأشعة بدقة ولاحظ ميتسجار ما يوحي بأنه نجم متغير. وكانت المجموعتان حذرتان بالنسبة لاعلان اكتشاف جديد عن نجم متغير. وفي 10 مايو قام هوارد بوند من مجموعة معهد مرصد علوم الفضاء بنشر ما اكتشفه، والذي اتضح بعد ذلك بأنه الوميض الضوئي الذي خلف بريق أشعة إكس. 
.
وفي اليلة بين 10 إلى 11 مايو 1997 قام شارلز ستيدل زميل ميتسجار بتسجيل طيف المصدر المتغير بواسطة مرصد كيك وأرسل البيانات التي حصل عليها إلى ميتسجار الذي اكتشف وجود خطوط طيف امتصاصي لعناصري المغنسيوم والحديد واستطاع عن طريقها تعيين مقدار انزياح نحو الأحمر ب z = 0.8349 ± .0002. 

مما يدل على أن الضوء المنبعث من الانفجار قد امتصته مادة كونية تبعد نحو 6 مليار سنة ضوئية من الأرض وأن المصدر الذي أصدر الأشعة لا بد وأن يكون على ذلك البعد أيضا. وقام تلسكوب كالار ألتو بالتقاط صور ضوئية في حيز الموجات بين 7100 أنجستروم - 4300 أنجستروم وأيضا بين 3500 - 8000 أنجستروم، لكنه لم يستطع تسجيل أي خطوط طيف إصدار ذري فيها.
وفي 13 مايو أي بعد الانفجار بخمسة أيام تابع فرايل أخذ القياسات بواسطة مصفوف المراصد العظيم VLA وضبط استقباله علي موجة طولها 5و3 سنتيمتر، فلاحظ على الفور وجود إشارة قوية. وبعد 6 ساعات زادت شدة الاستقبال على الموجة 5و3 سنتيمتر، كما استطاع تسجيل إشارات عند طول الموجتين 24 و 21 سنتيمتر، وكان ذلك أول دليل على استقبال للموجات الراديوية بعد بريق أشعة غاما.
.
وخلال الشهر التالي لا حظ فرايل أن شدة لمعان المصدر الراديوي تتغير بشدة من يوم إلى يوم ولكنها تزيد في المتوسط. ولم يكن ذلك التغير مميزا لجميع أطوال الموجات التي يستقبلها. وقد فسر البروفيسور جيرمي جودمان من جامعة برنستون هذا التذبذب في كونه نتيجة لحيود الموجات الراديوية عند اختراقها البلازما في مجرتنا، مجرة درب التبانة. 
وعادة لا يحدث هذا التغير السريع في شدة لمعان مصدر راديوي إلا عندما يكون قطر المصدر أقل من 3 ميكروثانية. 

## المجرة المقترنة للانفجار

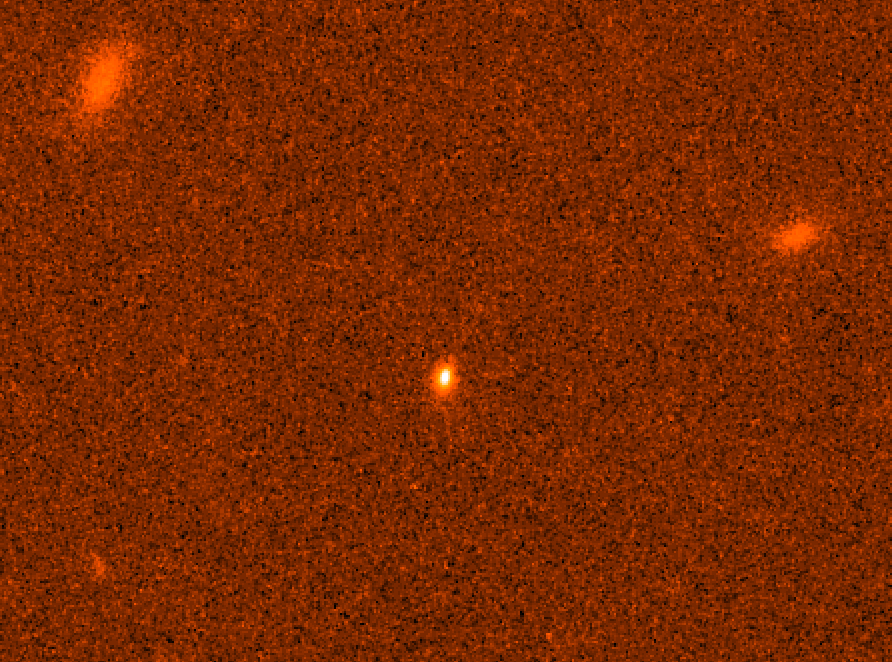
صورة المجرة القزمة العائلة للانفجار GRB 970508 التقطت في أغسطس 1998.

تزايد الوميض الذي خلف بريق أشعة غاما للانفجار GRB 970508 خلال الأيام التالية ووصلت أقصي لمعان له بعد نحو 20 يوم من بدأ مشاهدة الانفجار. ثم بدأ لمعان الوميض في الانخفاض بسرعة خلال 100 يوم حتي اختفى وبدت المجرة التي تعوله وهي مجرة قزمة نشطة، يبلغ لمعانها 4و25 قدر ظاهري.
وقد قدر شكل المجرة القزمة بأنها مجرة إهليجية، وقدرت درجة انزياحها الأحمر للمصدر z = 0.835 GRB 970508 وهذا ينطبق مع الانزياح الأحمر الذي عُين للمجرة العائلة البالغ z = 0.83 عن طريق قياس الضوء القادم منها، مما يرجح ان الانفجار GRB 970508 قد يكون قد حدث في نواة المجرة القزمة.

## اقرأ أيضا
- انفجار أشعة غاما 090429B
- انفجار أشعة غاما 090423
- انفجار أشعة غاما 971214
- انفجار أشعة غاما 080916C
- انفجار أشعة غاما 060218
- انفجار أشعة غاما 080319ب
- انفجار أشعة غاما 970228
- قائمة انفجارات أشعة غاما
- انفجار أشعة غاما
- مستعر أعظم 1987 إيه
- مستعر أعظم
- مستعر أعظم SN 2016gkg
- نزع إن جي سي 2207 و أي سي 2163
- مجرتي الفئران
- تصادم المجرات
- نزع مديجزري
- SN 2016aps